# Vobkent
Vobkent (en ouzbek : Vobkent / Вобкент; en tadjik : Вобкент; en russe : Вабкент) est une ville de la région de Boukhara en Ouzbékistan et la capitale du district de Vobkent. Vobkent est célèbre pour son minaret construit entre 1196 et 1198, sous le règne d'Ala ad-Din Tekish.
Vobkent est situé à environ 28 km de la ville de Boukhara. Sa population est de 17 800 habitants (2016). La ville abrite une industrie textile et avicole.

## Histoire
Il est estimé que Vobkent a été fondée avant les campagnes arabes en Asie centrale. Elle a été mentionnée par l'historien de Boukhara, Abu Bakr Muhammed ibn Jafar Narshakhy, au Xe siècle. Dans les documents du XIVe siècle, Vobkent est mentionnée sous le nom de Vabkana. À partir du XVIe, Vobkent est connue sous deux noms - Vabkana et Kamat. Dans le livre de l'historien Mahmud ibn Vali du XVIIe siècle « Bahr ul-Asror » (1634-1641), le nom du comté de Vobkent est Kamat. Il existe également des informations sur Vorakent dans le livre de Mirzo Badeh, « Majmaʼ al-arqom » (« Collection of Numbers ») du XVIIIe siècle. Selon les documents de base de la seconde moitié du XIXe, il y avait de nombreux artisans dans le village de Narchoq (Narshah) dans le district de Kamat (maintenant le district de Vobkent). Vobkent abrite des monuments historiques anciens tels que des madrasas, des bains publics, des mosquées cathédrales, l'ancienne Vabkand et la forteresse de Vabkand, qui n'ont pas survécu jusqu'à aujourd'hui. À Vobkent, il y a un minaret construit entre 1196 et 1198. À l'époque des Timourides et des Chaybanides, une monnaie fonctionnait ici.
La prospérité de la ville a commencé à l'époque Kara-Khanid.

## Emplacement
Vobkent est située sur la route reliant Boukhara à Samarcande et Tachkent. Au centre de Vobkent, un affluent de la rivière Zeravchan traverse la rivière Vobkent. La gare la plus proche se trouve à 28 km de Boukhara. La population est d'environ 16 000 habitants, avec les Ouzbeks constituant le groupe ethnique prédominant. Des Russes, des Tadjiks, des Tatars, des Azéris et d'autres groupes y vivent également. La ville dispose d'organisations de quartier, d'une usine de coton, d'un atelier d'artisanat et d'art. Parmi les monuments architecturaux, on trouve la tour de Vobkent.